# La Bête dans le cœur
Pour plus de détails, voir Fiche technique et Distribution.
La Bête dans le cœur (La bestia nel cuore) est un film italien réalisé par Cristina Comencini, sorti en 2005. Le film fut nommé pour l'Oscar du meilleur film en langue étrangère 2006.

## Fiche technique
- Titre : La Bête dans le cœur
- Titre original : La bestia nel cuore
- Réalisation : Cristina Comencini
- Scénario : Francesca Marciano, Giulia Calenda et Cristina Comencini d'après son roman
- Production : Marco Chimenz, Fabio Conversi, Matteo De Laurentiis, Per Melita Terence S. Potter, Jacqueline Quella Giovanni Stabilini, Riccardo Tozzi et Giovannella Zannoni
- Musique : Franco Piersanti
- Pays d'origine :  Italie
- Genre : drame
- Durée : 120 minutes
- Dates de sortie :
  - Italie : septembre 2005 (Festival de Venise), 9 septembre 2005 (sortie nationale)
  - France : 1er octobre 2005 (Festival du film italien d'Annecy), 30 octobre 2005 (Festival du film italien de Villerupt), 28 mars 2007 (sortie nationale)
  - Belgique : 18 avril 2007
- Classification :
  -  France : tous publics avec avertissement[1]

## Distribution
- Giovanna Mezzogiorno : Sabina
- Alessio Boni : Franco
- Stefania Rocca : Emilia
- Angela Finocchiaro : Maria
- Giuseppe Battiston : Andrea Negri
- Luigi Lo Cascio : Daniele

## Récompenses
- Nomination à l'Oscar du meilleur film en langue étrangère pour la 78e cérémonie des Oscars. L'Italie avait initialement sélectionnée Private pour être représentée à l'Oscar mais fut disqualifié car n'étant pas tourné dans la langue officielle du pays[2].
- Nomination au Ruban d'argent 2006 du meilleur décor pour Paola Comencini.